# Hệ quản trị nội dung
Hệ quản trị nội dung, cũng được gọi là hệ thống quản lý nội dung hay CMS (từ Content Management System của tiếng Anh) là phần mềm để tổ chức và tạo môi trường cộng tác thuận lợi nhằm mục đích xây dựng một hệ thống tài liệu và các loại nội dung khác một cách thống nhất. Mới đây thuật ngữ này liên kết với chương trình quản lý nội dung của website. Quản lý nội dung web (web content management) cũng đồng nghĩa như vậy.

## Chức năng
Quản trị những nội dung tài liệu điện tử (bao gồm những tài liệu, văn bản số và đã được số hoá) của tổ chức. Những chức năng bao gồm:
- Tạo lập nội dung;
- Lưu trữ nội dung;
- Chỉnh sửa nội dung;
- Chuyển tải nội dung;
- Chia sẻ nội dung;
- Tìm kiếm nội dung;
- Phân quyền người dùng và nội dung...

## Đặc điểm
Các đặc điểm cơ bản của CMS bao gồm:
- Phê chuẩn việc tạo hoặc thay đổi nội dung trực tuyến
- Chế độ Soạn thảo "Nhìn là biết" WYSIWYG
- Quản lý người dùng
- Tìm kiếm và lập chỉ mục
- Lưu trữ
- Tùy biến giao diện
- Quản lý ảnh và các liên kết (URL)

## Phân loại
Có nhiều kiểu CMS:
- W-CMS (Web CMS)
- E-CMS (Enterprise CMS)
- T-CMS (Transactional CMS): Hỗ trợ việc quản lý các giao dịch thương mại điện tử.
- P-CMS (Publications CMS): Hỗ trợ việc quản lý các loại ấn phẩm trực tuyến (sổ tay, sách, trợ giúp, tham khảo...).
- L-CMS/LCMS (Learning CMS): Hỗ trợ việc quản lý đào tạo dựa trên nền Web.
- BCMS (Billing CMS): Hỗ trợ việc quản lý Thu chi dựa trên nền Web.

## Một số CMS tiêu biểu (theo thứ tự ABC)
- DotNetNuke (ASP.Net+VB/C#), phát triển bởi Perpetual Motion Interactive Systems Inc.
- Drupal (PHP), phát triển bởi Dries Buytaert
- JohnCMS (PHP), phát triển bởi JohnCMS Team
- Joomla (PHP), phát triển bởi Open Source Matters
- Kentico CMS (ASP.Net + VB/C#)
- Liferay (Jsp, Servlet), phát triển bởi Liferay, Inc
- Magento (PHP), phát triển bởi Magento Inc.
- Mambo (PHP), phát triển bởi Mambo Foundation Inc., do Miro Software Solutions quản lý.
- NukeViet (PHP), phát triển bởi VINADES.,JSC
- PHP-Nuke (PHP), phát triển bởi Francisco Burzi
- Rainbow (ASP.NET +C#)
- Typo3 (PHP)
- WordPress (PHP)
- Xoops (PHP), phát triển bởi The XOOPS Project